# Sphaeromorda nummata
Sphaeromorda nummata es una especie de coleóptero de la familia Mordellidae.

## Distribución geográfica
Habita en Kenia.